# Celada (San Justo de la Vega)
Celada de la Vega es una pedanía del municipio de San Justo de la Vega, en la provincia de León, comunidad autónoma de Castilla y León, España.

## Contexto geográfico
A 3 km de Astorga, cuenta con 104 habitantes (INE 2022). Situada en la parte alta de la comarca de la Vega del Tuerto, aunque geográficamente comprende una situación a caballo entre la Maragateria, Sequeda y Vega del Tuerto.
Al Ayuntamiento de San Justo de la Vega pertenecen también las pedanías de San Román y Nistal de la Vega.

## Fiestas
- La fiesta de invierno se celebra el 22 de enero, San Vicente Mártir.
- Las fiestas de verano se celebran el primer fin de semana de julio, El primer fin de semana después de San Pedro y San Pablo.

## Romería de Castrotierra
Es costumbre acudir a la romería de Castrotierra, con el pendón del pueblo, que consta de 9 barras horizontales, 5 rojas y 4 verdes, en un recorrido desde Castrotierra de la Valduerna a Astorga para pedir lluvia a la Virgen, se realiza el recorrido por la llamada "Calzada del Obispo".